# Cardiff
Cardiff (Welsh: Caerdydd) is de hoofdstad en een unitaire autoriteit met de officiële titel van city van Wales en de tiende stad van het Verenigd Koninkrijk. Het inwonertal bedraagt 364.000 (medio 2018). De stad ligt in het zuiden van Wales, aan het Bristolkanaal. Door Cardiff stroomt de Taff.

## Geschiedenis
Cardiff ontstond in 1093 rond een Normandisch kasteel, Cardiff Castle. Op dezelfde plek had eerder een Romeins castellum gestaan. Tot de 19e eeuw was Cardiff een betrekkelijk kleine stad. Dankzij de industrialisatie en de steenkolenmijnen maakte de stad een groeispurt door. In 1883 werd in Cardiff een universiteit gesticht; het stadhuis werd in 1904 gebouwd. Een jaar later kreeg Cardiff stadsrechten (1905). Vijftig jaar later werd Cardiff de hoofdstad van Wales (1955), dat voorheen geen officiële hoofdstad had. Het Parlement van Wales (Senedd Cymru) staat in Cardiff.
In de jaren 1980 verkommerde het havengebied sterk als gevolg van de steenkoolcrisis. Inmiddels is het omgebouwd tot kantorenzone en vrijetijdscentrum. Het 19e-eeuwse Dock Feeder Canal, dat dwars door de stad liep en na 1948 werd gedempt, is in 2022 weer opengegraven. Het loopt langs de oostelijke grens van Bute Park, van Blackweir tot aan het Kasteel van Cardiff. Er zullen twee voetgangersbruggen worden gebouwd.
Sinds 1999 staat in Cardiff het Millennium Stadium. Totdat het nieuwe Wembley-stadion in gebruik genomen werd, was dit het grootste stadion van het Verenigd Koninkrijk. Het is 93 meter hoog en is daarmee het hoogste gebouw in Wales. Het Wales Millennium Centre werd in 2009 geopend.

## Economie
De haven van Cardiff, Cardiff Bay of Tiger Bay genaamd, was ooit een van de drukste havens ter wereld, die vooral diende om de steenkool uit de noordelijker gelegen dalen te verschepen. Door de neergang in de steenkoolwinning in de jaren 1980, nam ook het belang van de haven sterk af. De belangrijkste takken van industrie zijn tegenwoordig metaalbewerking, autoproductie en mechanica.

## Verkeer
Cardiff ligt aan de autosnelweg M4 die oost-west door het zuiden van Engeland en Wales loopt, van Londen tot Swansea in het westen. Cardiff ligt ook aan de hoofdspoorlijn van Londen naar Fishguard en is het beginpunt van diverse zijlijnen. Op circa 16 kilometer van het stadscentrum ligt de internationale luchthaven van Cardiff: Cardiff International Airport. Vanaf 1942 kende Cardiff een trolleybusnet. In 1970 werd dit opgeheven. Er zijn vele bus- en treinlijnen in de stad.

## Sport
Cardiff City FC is de betaaldvoetbalclub van Cardiff en speelt haar wedstrijden in het Cardiff City Stadium. De club uit Wales speelt in de Engelse competities en won in 1927 de FA Cup. Cardiff Metropolitan University FC komt uit in de lager aangeschreven competitie van Wales.
Het Millennium Stadium is het grootste sportstadion van Wales. In 2017 won Real Madrid er de finale van de Champions League. Ook diverse Engelse voetbalbekerfinales zijn er gespeeld. Met dit stadion zal Cardiff speelstad zijn bij het EK voetbal 2028. Het stadion wordt echter hoofdzakelijk gebruikt voor rugbywedstrijden. In 1999 en 2015 werden daar wedstrijden gespeeld voor het Wereldkampioenschap rugby. In 1991 werd nog het Cardiff Arms Park hiervoor gebruikt.

## Partnersteden
Cardiff heeft de volgende partnersteden:
- Hordaland (Noorwegen)
- Loehansk (Oekraïne)
- Nantes (Frankrijk)
- Stuttgart (Duitsland)
- Xiamen (China)

## Bezienswaardigheden
- Cardiff Castle (Castell Caerdydd)
- Wales Millennium Centre (Canolfan Mileniwm Cymru)
- National Museum Cardiff (Amgueddfa Genedlaethol Caerdydd)
- Parlement van Wales (Senedd Cymru)

## Galerij

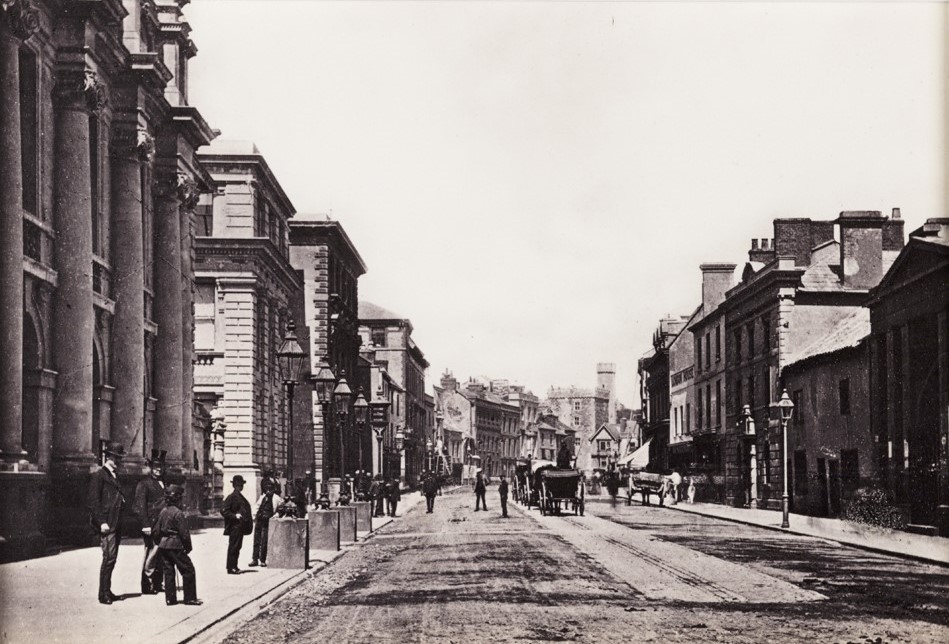
High Street in Cardiff, 1880
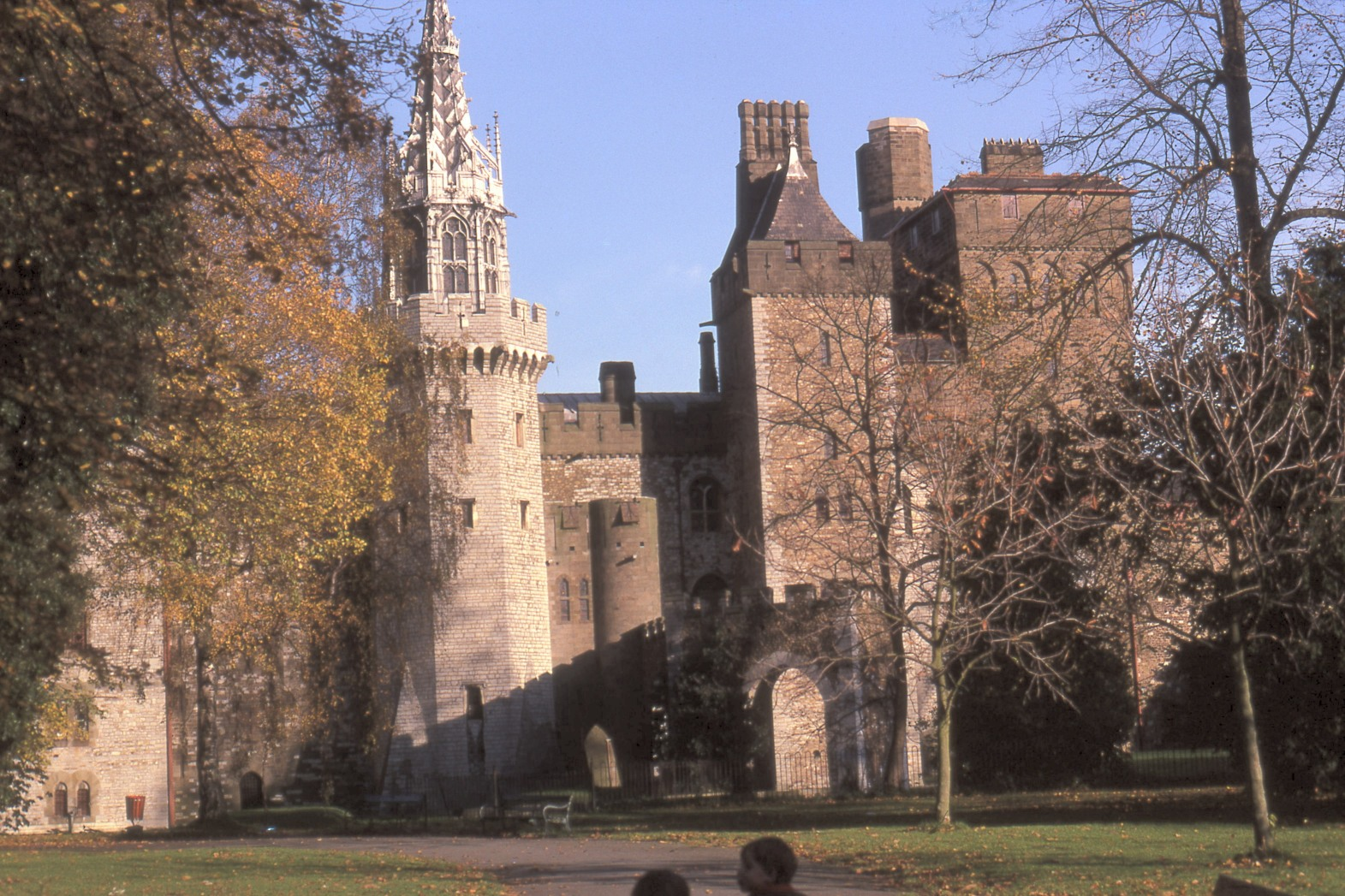
Cardiff Castle
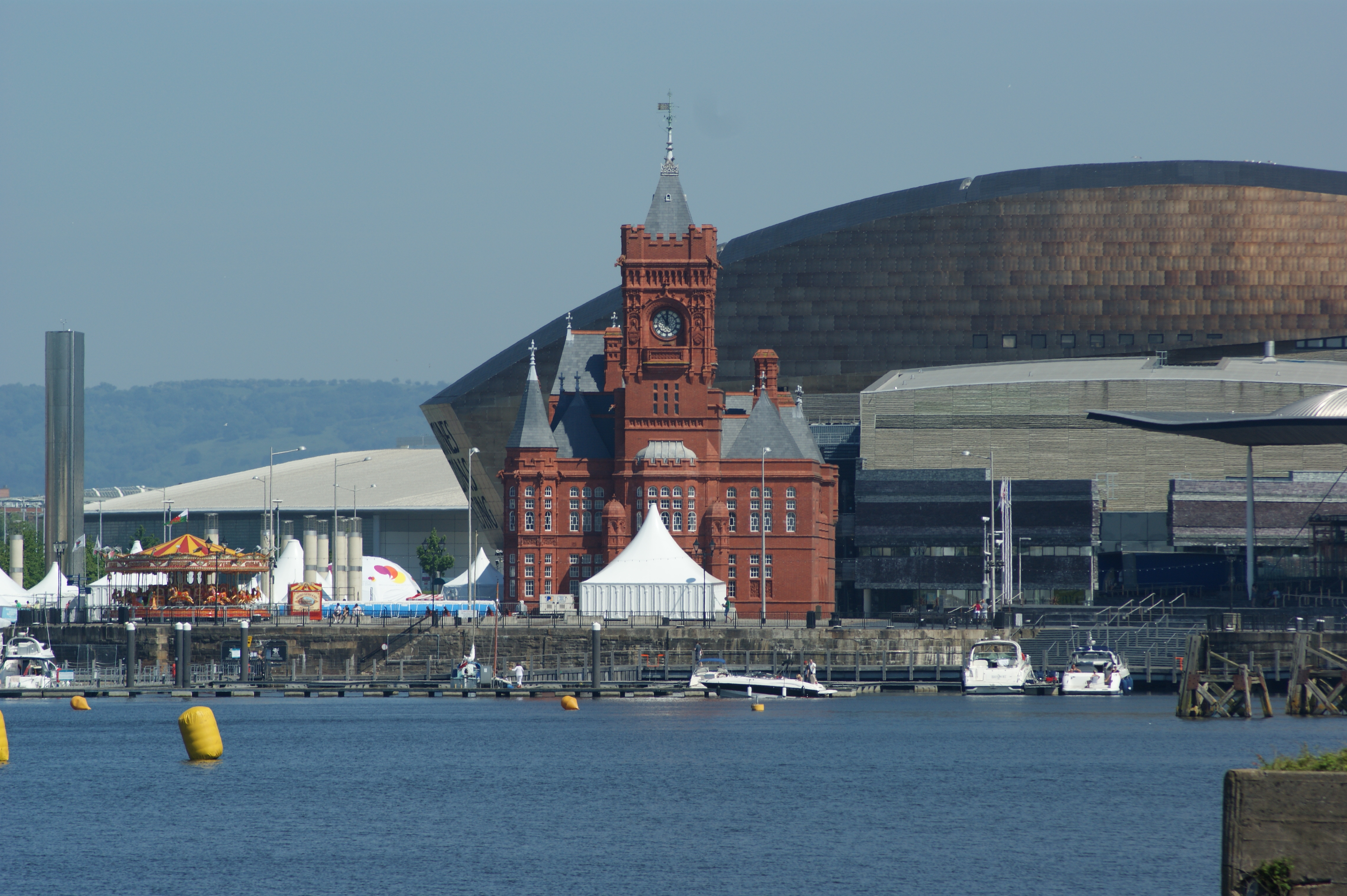
Cardiff Bay
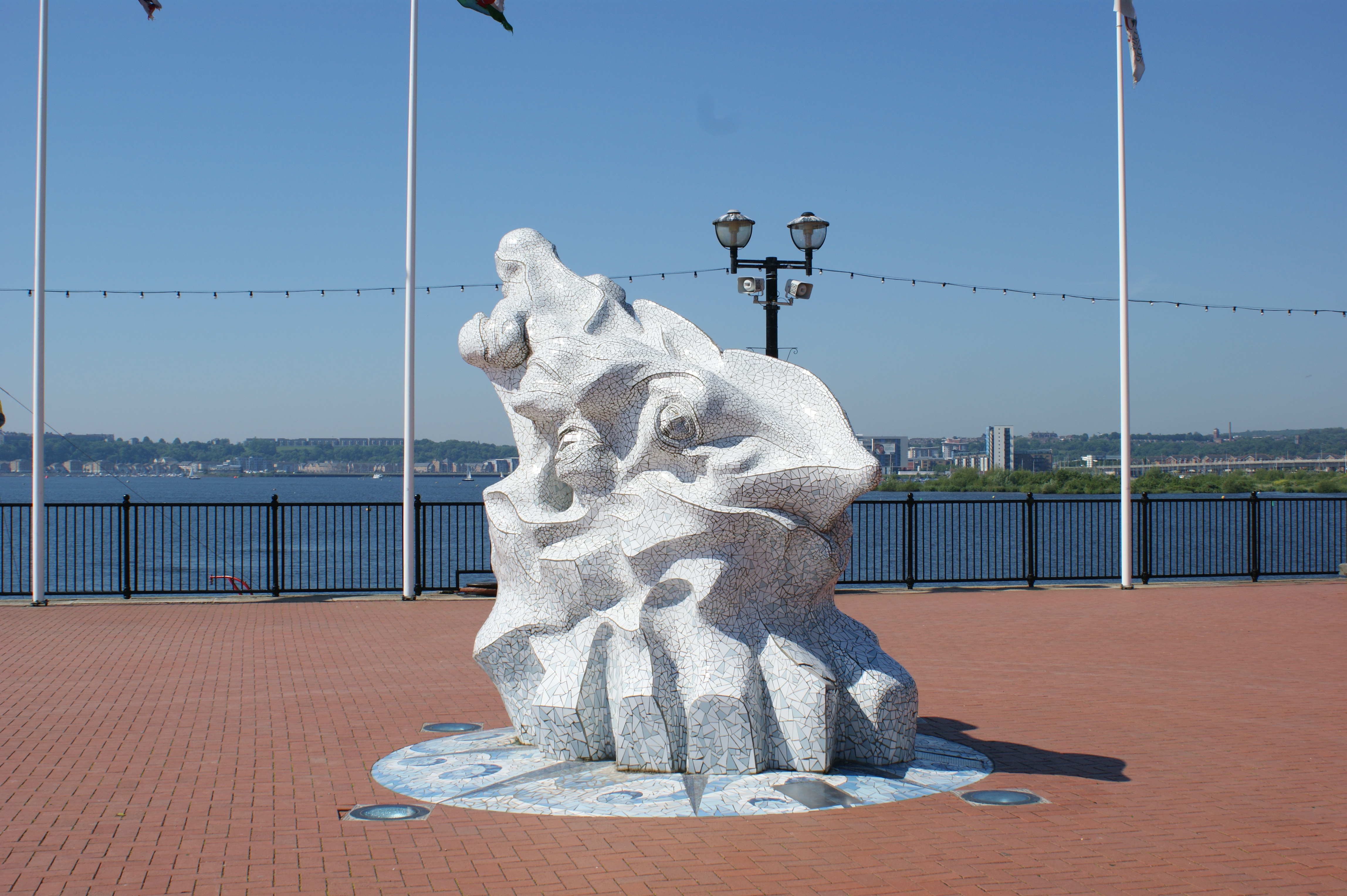
Captain Scott Memorial, Cardiff Bay